# Baek Hee-na

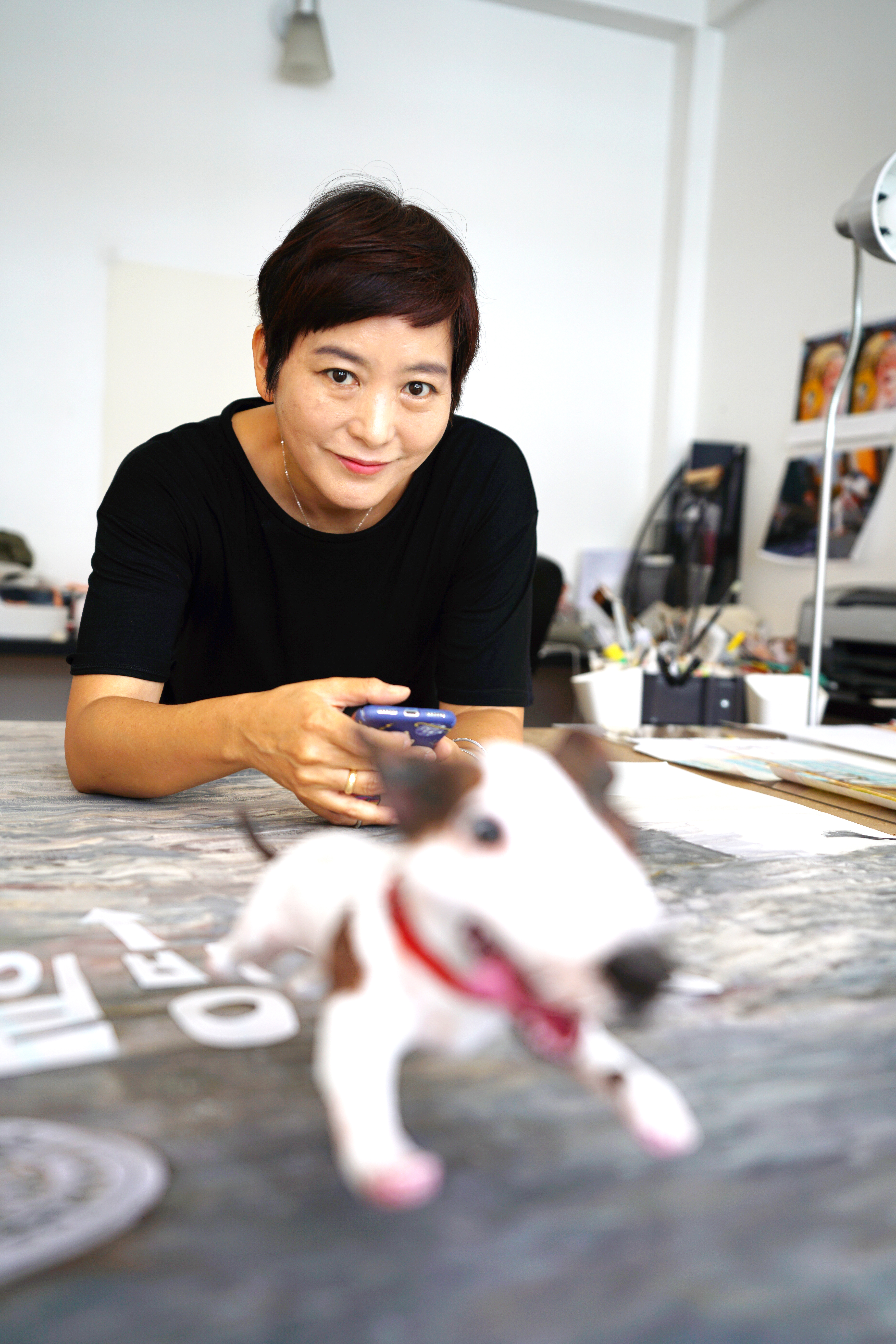
Baek Hee-na, 2020

Baek Hee-na (* 1. Dezember 1971) (auch: Baek Heena, Baek Hee Na) ist eine südkoreanische Illustratorin. Im Jahr 2020 erhielt sie den Astrid-Lindgren-Gedächtnis-Preis für ihre Fähigkeit, Gesten und Gesichtsausdrücke von Kindern zu illustrieren.

## Leben
Baek studierte Pädagogik am California Institute of the Arts sowie an der Ewha Womans University. Zusätzlich absolvierte sie ein Animations-Studium in den Vereinigten Staaten von Amerika. Heute illustriert sie schwerpunktmäßig Kinderbücher.
Sie nutzt für ihre Arbeiten häufig das koreanische Papier Dakjongi.

## Arbeiten
Als Autorin und Illustratorin:
- 2004 《구름빵》Gu-reum-bbang, Hansol (Cloud Bread, engl. 2004; Hansol 2011) („Wolkenbrot“, dt. 2005; Mixtvision, 2009)
- 2006 《...》Pat-juk hal-mum-ghwa ho-rang-ee, Sigongsa (The Red Bean Granny and the Tiger, engl.)
- 2007 《분홍줄》Boon-hong-jul, Sigongsa (The Pink Rope, engl.)
- 2007 《북풍을 찾아간 소년》Buk-poong-ul chaja-gahn so-nyeon, Sigongsa

(The Boy Who Looked for the North Wind, engl.)
- 2010 《달 샤베트》Dal Sha-bet, Storybowl (Moon Sherbet, engl.)
- 2011 《어제저녁》Uh-je-jo-nyeok, Storybowl (Last Evening / Last Night, engl. 2011) (dt. „Gestern Abend“) (Ksiezycowy sorbet,

Wydawnictwo Kwiaty Orientu, poln. 2018)
- 2011 《삐약이 엄마》Pi-ya-ghi Eomma, Storybowl (Little Chick Pee-yaki’s Mum, engl.) (Chat chelou, Arles, franz. 2017)
- 2012 《장수탕 선녀님》Jang-su-taang seon-nyeo-nim, Bear Books

(The Bath Fairy, engl.)
- 2014 《꿈에서 맛본 똥파리》Gghum-eh-seo maat-bon ddong-pa-ri, Bear Books

(The Blowfly in my Dream, engl.)
- 2016 《이상한 엄마》Ee-sang-han Eomma, Bear Books (The Strange Mum, engl.) (dt. „Seltsame Mama“)
- 2017 《알사탕》Al-sa-taang, Bear Books (Magic Candies, engl.)
- 2018 《이상한 손님》Ee-sang-hahn son-nim, Bear Books (The strange visitor, engl.) (dt. „Der seltsame Gast“)
- 2019 《나는 개다》Na-neun ghe-dah, Bear Books (I am a dog, engl.)

Als Illustratorin:
- 2005 《비 오는 날은 정말 좋아!》
- 2006 《팥죽 할멈과 호랑이》
- 2006 《사시사철 우리 놀이 우리 문화》
- 2008 《빵빵 그림책 버스 1,2》

### Deutsche Ausgaben
- Baek Hee Na: Wolkenbrot. Bilderbuch. Mit Fotografien von Kim Hyang Soo, übersetzt von Christina Youn-Arnoldi. Mixtvision, München 2019, ISBN 978-3-95854-137-5.

- Baek Hee Na: Mondeis. Bilderbuch. Aus dem Koreanischen von Nina Jung. Märchenwald Verlag, München 2023, ISBN 978-3-95424-054-8.

## Auszeichnungen
2005 wurde Baek Hee-na für Wolkenbrot auf der Internationalen Kinderbuchmesse in Bologna als beste Illustratorin im Bereich Fiktion ausgezeichnet.
Ende März 2020 wurde ihr der Astrid-Lindgren-Gedächtnis-Preis (ALMA) zugesprochen, der mit einem Preisgeld von fünf Millionen schwedischen Kronen (rund 455.000 Euro) dotiert ist. Wegen der Corona-Krise ist unklar, wann die Verleihung – üblicherweise Ende Mai – stattfinden wird.
Im März 2024 nominierte der Arbeitskreis für Jugendliteratur das Buch Mondeis in der Kategorie Bilderbuch für den Deutschen Jugendliteraturpreis.